# Dodge Daytona
Pour les articles homonymes, voir Daytona.
Les Dodge Daytona sont des modèles spéciaux d'automobiles du constructeur américain Dodge. La première génération doit sa courte existence à la série de courses Nascar, d’où le nom « Daytona », référence à la course des Daytona 500.

## Évolutions

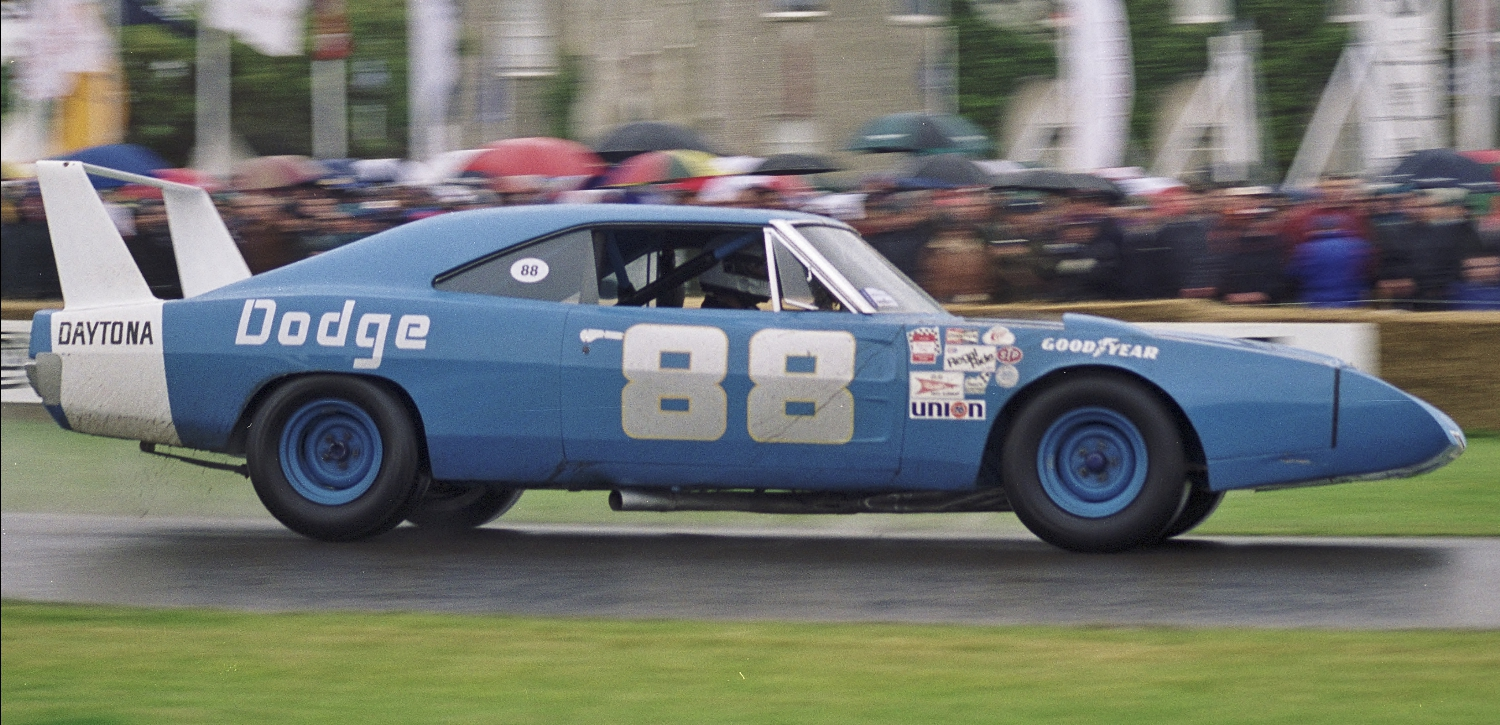
Dodge Charger Daytona de 1969.

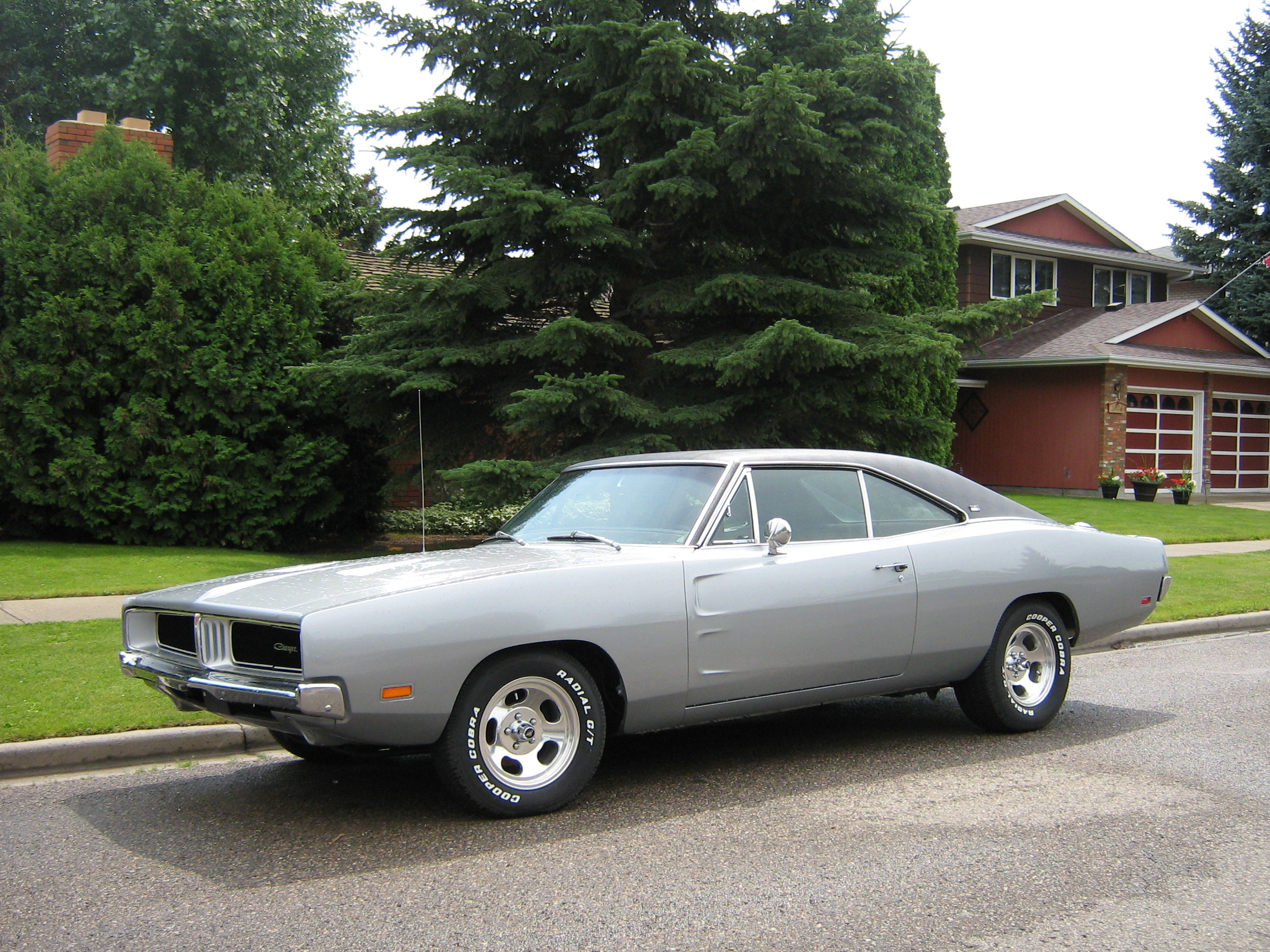
Dodge Charger de 1969.

La Dodge Charger Daytona 1969 est une icône de la course automobile américaine. Dodge voulait rivaliser avec les nouvelles Ford en se basant sur la Dodge Charger 1969. Le constructeur en modifie la calandre pour qu'elle fende mieux l'air et la dote d'une lunette affleurante, ce qui lui donne une meilleure efficacité aérodynamique. N'étant toujours pas assez rapide pour battre les Ford, Dodge mise le tout pour le tout et met en marche le projet Daytona. Pour ce faire il allonge le nez de la Charger (ce qui lui donne un bec d'oiseau lorsqu'on la regarde de profil). Pour stabiliser le train arrière, on l'équipe d'un aileron situé très haut pour pouvoir ouvrir le coffre.
Dodge remportait maintenant les courses du dimanche. L'année suivante, c'est sous les habits de la Superbird (avec un badge Plymouth) que la voiture ailée fait la pluie et le beau temps sur les circuits. C'est tellement efficace que les organisateurs de la Nascar l'interdiront pour la saison suivante afin de préserver le spectacle.
Elle fut produite à 503 exemplaires, soit une par concession, alors que sa sœur jumelle chez Plymouth sera produite à plus de 2 000 exemplaires.
Ces deux voitures font partie des muscle cars les plus recherchées. La Daytona était donnée pour 330 km/h, elle atteignit même les 383 km/h sur le lac salé de Bonneville.
Dodge a réutilisé le nom « Daytona » via sa maison-mère Chrysler dans les années 1980, pour la Dodge Daytona (G-body), dont le complément de nom indiquait la plate-forme Chrysler utilisée.
Avec la nouvelle mouture de la Charger 2006, il y a un retour aux sources, à quelques exceptions près : la nouvelle Daytona n'est pas munie d'un bec et son aileron n'est qu'a quelques centimètres du coffre. Elle se distingue juste par des couleurs spécifiques et des bandes noires mat sur le capot et sur les flancs.

## Annexes

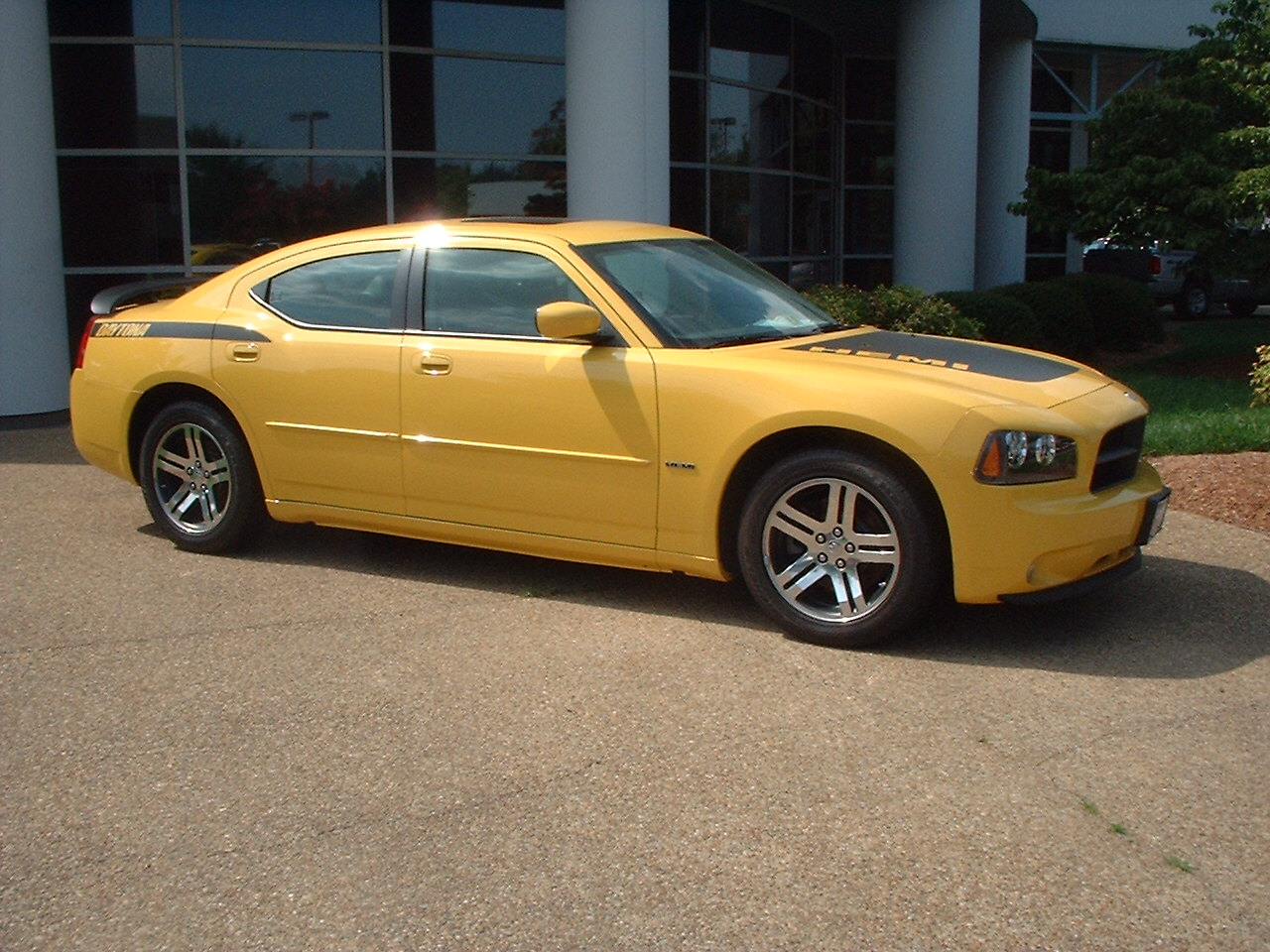
Modèle 2006.